# 广化寺 (莆田)
25°25′42″N 118°59′05″E / 25.42833°N 118.98472°E
广化寺（/kɒŋ˩˩ ŋua˦˨ li˩˩/）位于中国福建省莆田市西南郊凤凰山（又名南山）东麓，是目前中国大陆影响较大的汉传佛教寺院之一，也是福建省十佳风景区之一。
多年来，广化寺始终坚持“不卖门票，不设商业网点，不赶经忏”的“三不”原则，住众单资是全国同类丛林中较少的，生活条件也是一般水平，以坚守佛教传统戒律和重视佛教文化教育事业两方面的成绩被佛教界立为榜样，被中國佛教協會前会长赵朴初誉为全国三大模范丛林之一。

## 历史
广化寺始建于558年 (南朝陈永定二年)，初名金仙庵。589年 (隋开皇九年)，扩建后改名为金仙寺。711年 (唐景云二年)，唐睿宗赠名灵岩寺，由柳公权书匾。宋太宗于太平兴国初年，改名为广化寺。宋明时期达鼎盛。
中华人民共和国成立后，广化寺一度趋于衰落。文革期间，寺院改作厂房、军营，僧人被迫还俗。
改革开放后，宗教自由逐渐开始落实。在印尼椰城广化寺圆禅法师等华侨的支援下，1979年，年已七十的圆拙法师主持广化寺的修复工作，历时六年，使寺貌大有改善。
1983年，广化寺被列入汉族地区全国重点寺院。同一年，圆拙法师出资创办了广化寺佛经流通处，福建佛学院在广化寺正式成立。
1996年夏，与中国佛教协会联合举办了108天规范传戒，受戒僧人近300名。2003年3月27日至4月28日，广化寺再次承办三坛大戒传戒法会，海内外的340名僧人前来受戒。
目前广化寺常住僧众约250人。

### 历任方丈
- 1979年 - 1986年，圆拙法师
- 1986年 - 1990年，毅然法师
- 1990年 - 2018年8月，学诚法师（1990年，学诚任方丈时，年仅二十四岁，是当时全国最年轻的大寺院方丈。）

## 建筑
广化寺依山而建，占地面积约十八万平方米，建筑面积达四万多平方米，石砌围墙十余里，保存了许多文物古迹。

### 释迦文佛塔

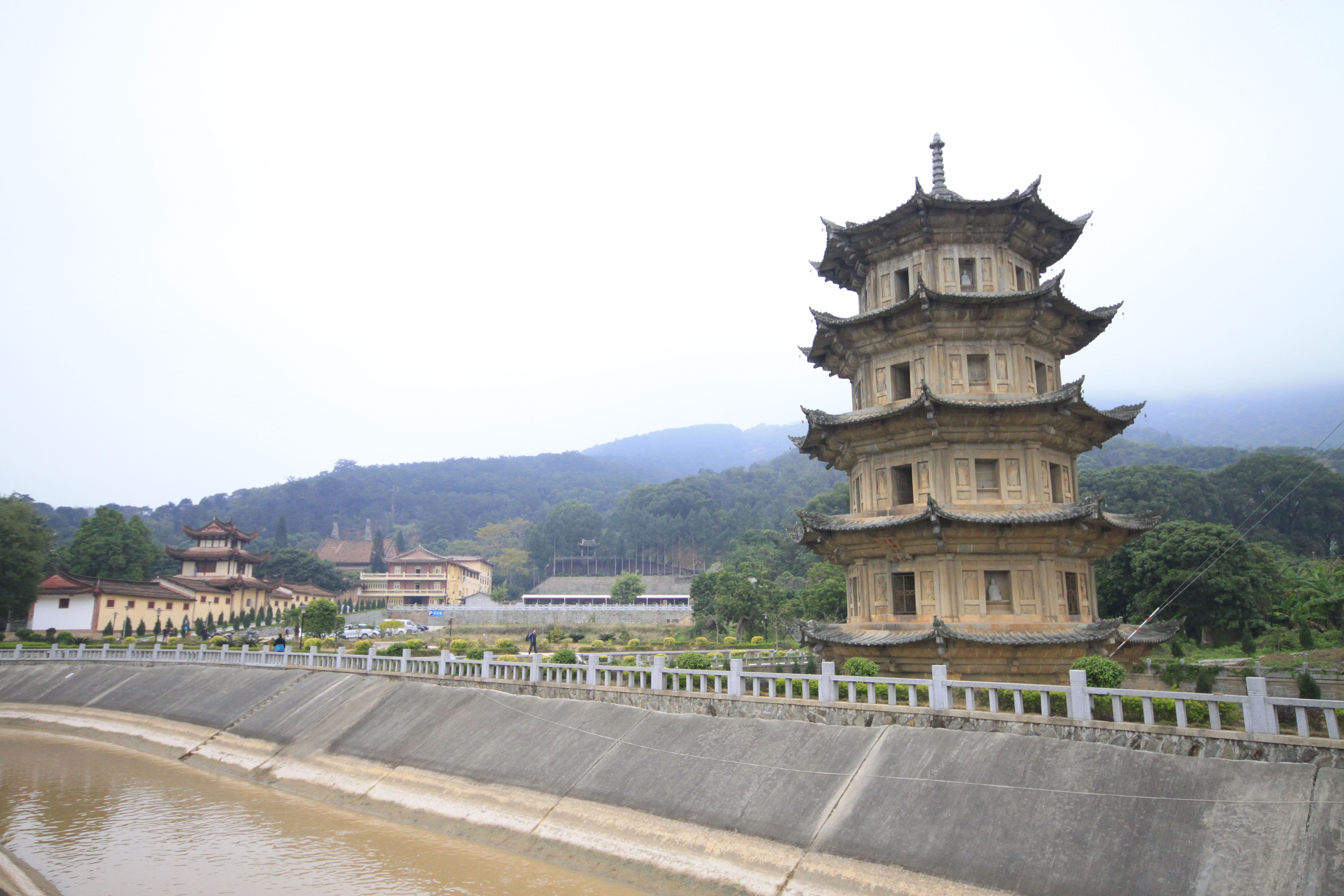
释迦文佛塔

释迦文佛塔位于广化寺东侧，建于1165年 (宋乾道元年)。塔高约35米，五层八角。塔的外壁有各种浮雕，雕工精美，塔檐有仿木结构的装饰。
释迦文佛塔保存较好，是研究宋代建筑及其文化艺术的珍贵实物资料。1988年被列为全国重点文物保护单位。

### 石经幢
两座石经幢位于弥勒殿前，建于1165年 (宋乾道元年)，五层八角，刻着《佛顶尊胜陀罗尼经咒》。
- 天王殿
- 放生池
- 弥勒殿

- 石经幢
- 石经幢
- 释迦文佛塔

## 弘法

### 福建佛学院（男众部）
福建佛学院由圆拙法师，及普雨、妙湛法师发起，于1983年春正式创办，属于省级佛教院校。福建佛学院男众部设在莆田广化寺，女众部在福州崇福寺。

### 流通处
广化寺的流通处由圆拙老法师于1983年创办，是目前中国大陆最大的佛教书籍流通处之一。流通品种包括许多佛经、论著，以及一些劝善书，还有一些佛像、念珠等。这里的书籍特点是价格低廉，印刷质量一般。

### 福慧之旅
"福慧之旅"是广化寺在五一、十一期间，举办的佛教体验活动，一般为期五六天，主要针对全国各地的30岁以下的青年人，旨在"弘扬文化、净化心灵"。目前已经举办了九届（此次数截止2006年10月5日）。
活动内容比较多样，除了亲身体验晨钟暮鼓的寺院生活，还可以聆听法师讲座、诵经，观看影片、参观展览，甚至还包括出坡烤地瓜、点灯会等。
参加者虽然吃住免费，但要遵守寺院的"清规戒律"，比如要吃素斋、不能剩饭等。

### 《法炬》
《法炬》月刊由福建佛学院学僧会主办，由广化寺免费赠阅。期刊采用四色印刷，普通是四版，偶尔八版，主要介绍寺院的新闻动态，如福智之旅的照片等，另刊登一些学佛感言。
目前《法炬》已经出版了四十多期。

### 腳註
1. ↑  行方. . 佛教文化. 1994年4月: 24–25. （原始内容存档于2016-03-04）.
2. ↑  中国佛教寺庙·广化寺 的存檔，存档日期2010-12-04.
3. ↑  张驭寰，《中国名塔》，中国旅游出版社，1984年，统一书号：1179.355
4. ↑  福建佛学院 的存檔，存档日期2006-02-06.
5. ↑  莆田广化寺流通处书目 的存檔，存档日期2005-09-26.
6. ↑  莆田广化寺第五届福慧之旅学员报名通启 的存檔，存档日期2006-05-12.
7. ↑  学诚，福慧之旅欢迎您 的存檔，存档日期2005-05-26.

### 其他
- 鲍家声、萧玥、倪波，《中国佛教百科全书·建筑卷/名山卷》，上海古籍出版社，2001年，ISBN 7-5325-2872-3